# Dierrey-Saint-Julien
Dierrey-Saint-Julien é uma comuna francesa na região administrativa de Grande Leste, no departamento de Aube. Estende-se por uma área de 21,25 km². Em 2010 a comuna tinha 272 habitantes (densidade: 12,8 hab./km²).